# Алпіарса
Алпіа́рса (порт. Alpiarça; МФА: [aɫ.pi.ˈaɾ.sɐ]) — муніципалітет і містечко в Португалії, в окрузі Сантарен. Розташований у центральній частині країни, на теренах історичної португальської провінції Ештремадура. Належить до Сантаренської діоцезії Католицької церкви в Португалії. Права міського самоврядування має з 1914 року. Поділяється на 1 парафію. За адміністративним поділом, чинним до 1976 року, був складовою провінції Рібатежу. Площа муніципалітету — 95,36 км², населення муніципалітету — 7702 ос. (2011); густота населення — 80,77 осіб/км²
. Патрон — святий Євстафій. Святковий день муніципалітету — 2 квітня. Поштовий індекс — 2090.  Код місцевої адміністративної одиниці — 1404. Складова статистичного регіону Алентежу.

## Географія
Алпіарса розташована в центрі Португалії, в центрі округу Сантарен.
Алпіарса межує на північному сході та сході — з муніципалітетом Шамушка, на півдні — з муніципалітетом Алмейрін, на північному заході — з муніципалітетом Сантарен.

## Населення
| Кількість мешканців | Кількість мешканців | Кількість мешканців | Кількість мешканців | Кількість мешканців | Кількість мешканців | Кількість мешканців | Кількість мешканців | Кількість мешканців | Кількість мешканців | Кількість мешканців | Кількість мешканців | Кількість мешканців | Кількість мешканців | Кількість мешканців | Кількість мешканців |
| ------------------- | ------------------- | ------------------- | ------------------- | ------------------- | ------------------- | ------------------- | ------------------- | ------------------- | ------------------- | ------------------- | ------------------- | ------------------- | ------------------- | ------------------- | ------------------- |
| 1864                | 1878                | 1890                | 1900                | 1911                | 1920                | 1930                | 1940                | 1950                | 1960                | 1970                | 1981                | 1991                | 2001                | 2011                |                     |
| 3 171               | 3 961               | 4 926               | 5 775               | 6 384               | 6 713               | 7 550               | 7 256               | 7 618               | 7 856               | 7 490               | 8 120               | 7 711               | 8 024               | 7 702               |                     |